# Großwalsertal
Het Großwalsertal of Großes Walsertal is gelegen in de Oostenrijkse deelstaat Vorarlberg. Het is een zijvallei van de Walgau en strekt van daar naar het noorden richting het bergachtige centrum van het land. Het einde van de vallei grenst aan het Bregenzerwald.

## Geografie

### Locatie en Landschap
Het Großwalsertal ligt in de Noordelijke Kalkalpen tussen de subgroepen van het Bregenzerwaldgebergte (in het noorden) en het Lechbrongebergte (in het zuiden en het oosten). De rivier de Lutz stroomt door de ongeveer 25 kilometer lange Alpiene 'zaagstrookvallei'. Vooral het noorden, dat nog steeds tot de flysch-zone behoort, toont de typische rondlopende zijrivieren en secundaire valleien.

### Gemeenschappen
De gemeenten bevinden zich bijna allemaal op de Sonnhang, de noordzijde van de vallei. Vanaf de ingang naar het dal zijn dit:
- Thüringerberg
- Sankt Gerold
- Blons
- Fontanella
- Sonntag
- Ten zuiden van de rivier de Lutz ligt Raggal

## Etymologie
De naam van de vallei is afgeleid van de Walsers die er in de 13e eeuw vanuit het Wallis naartoe verhuisden (zie ook "Kleinwalsertal").

## Cultuur
Sinds 2004 wordt het culturele festival Walserherbst om de twee jaar gehouden. Drie weken lang biedt het festival ontmoetingen met hedendaagse kunst en cultuur, in het midden van het Großwalsertal. Het programma omvat literatuur, film, muziek, theater, tentoonstellingen en workshops. Het festival wordt gekenmerkt door 'openheid voor nieuwe ideeën door de vreugde van het ontmoeten van mensen'.
Het Großwalsertal en de bergomgeving maken deel uit van het initiatief van de Österreichische Alpenverein om duurzaam toerisme te bevorderen.

## Biosfeerreservaat Großwalsertal

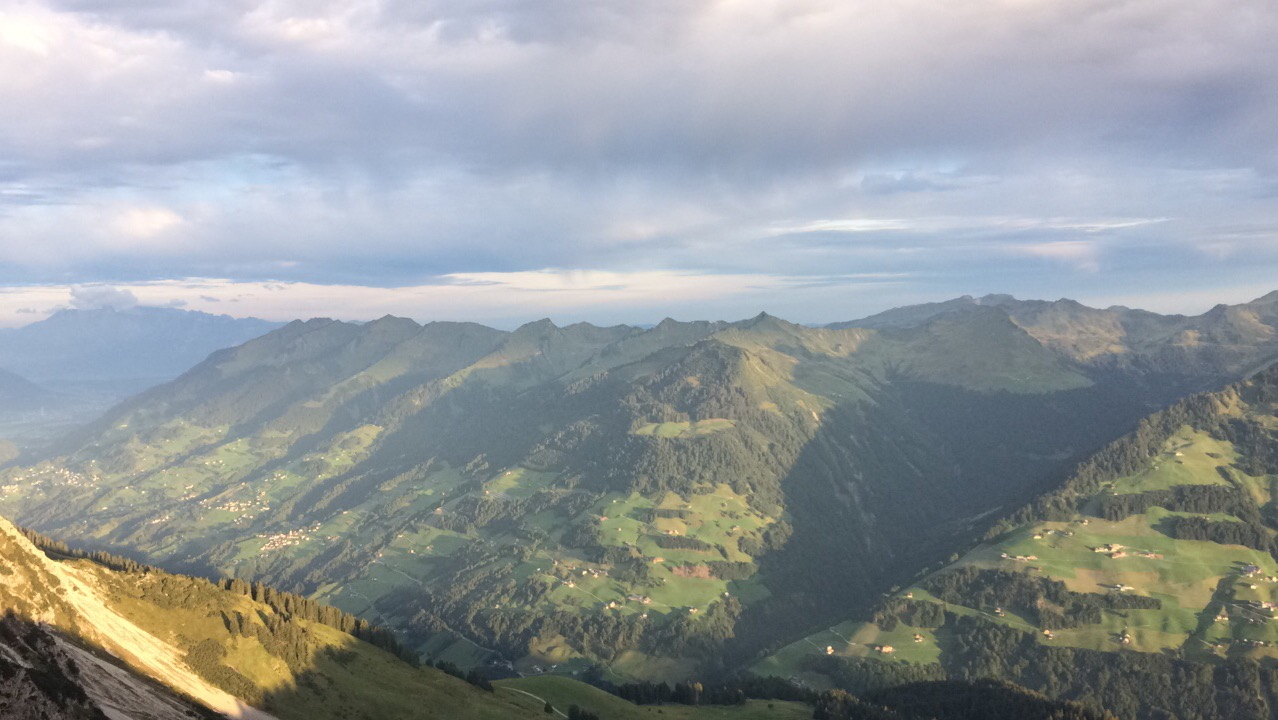
Biosfeerreservaat Großwalsertal

De gemeenten van het Großwalsertal hebben zich samengevoegd en vormen gezamenlijk het Biosfeerreservaat Großes Walsertal. Het is Vorarlbergs eerste UNESCO-biosfeerreservaat. Een biosfeerreservaat is een natuurgebied waarbinnen het ecosysteem beschermd wordt en erkend door UNESCO. Op 10 november 2000 werd de regio opgenomen in de lijst van de wereldwijde modelregio's voor duurzaam leven en landbouw.

Het doel van een biosfeerpark is om mens en natuur samen te brengen. Om dit te realiseren, levert het Großwalsertal een platform voor discussie over maatschappij, wetenschap en politiek. Er worden steeds nieuwe concepten ontwikkelt voor een duurzame economie en toerisme in de regio, bijvoorbeeld is in 2016/17 het project "Vaarwel plastic zakken" van start gegaan. Hiervoor zien inwoners en supermarkten in de regio sindsdien van plastic zakken af en gebruiken in plaats daarvan zakken van natuurlijke stoffen, die door naaisters en vrijwilligers werden ontworpen en geproduceerd.

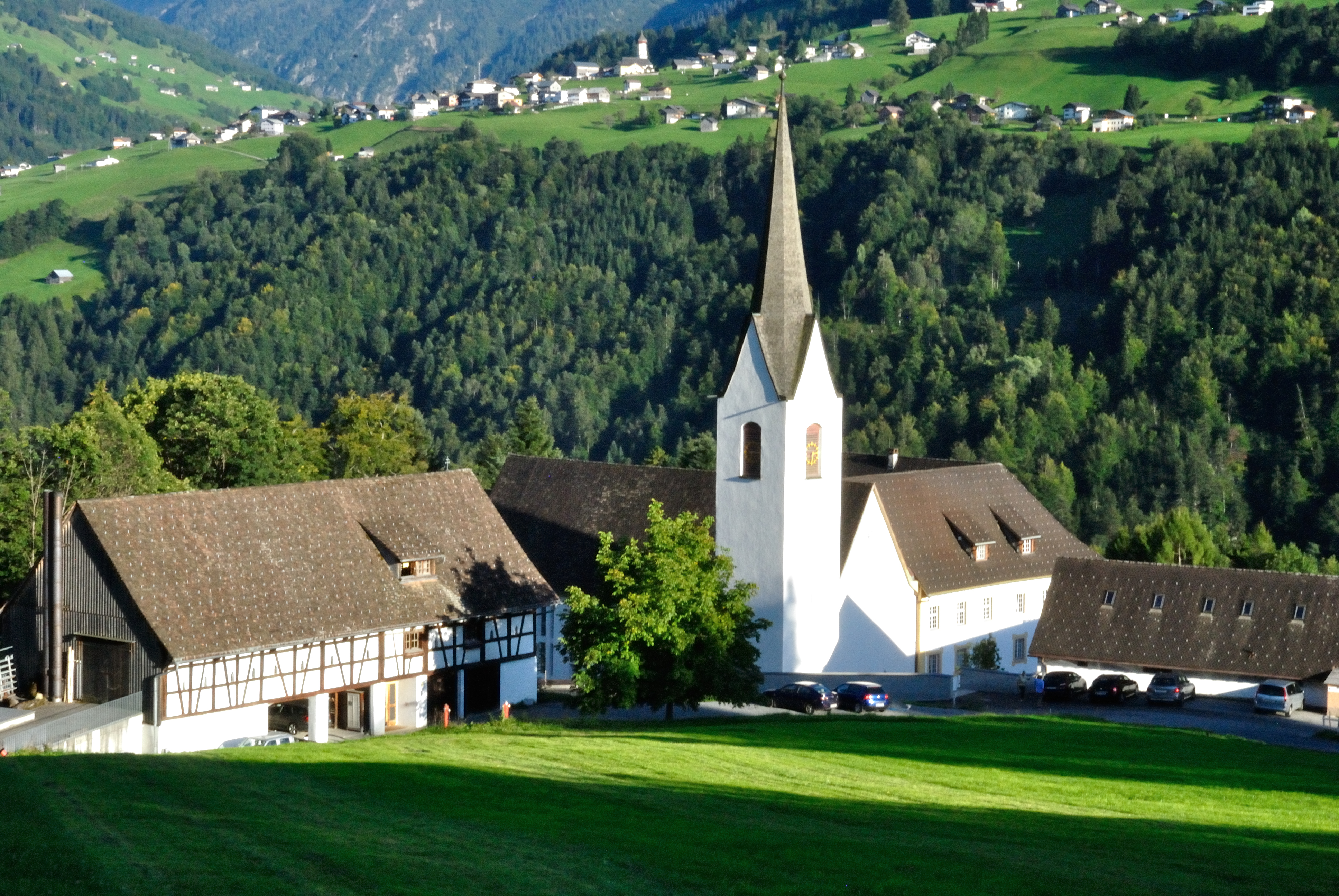
Proosdij St. Gerold

#### Bezienswaardigheden
Het Walderlebnispfad ("Bos-Belevenispad") Marul is een wandelweg met behendigheidsspelen, aandachtspunten voor de natuur, informatie over flora en fauna en cultuur en geschiedenis over de bergomgeving. De wandelaars kunnen kiezen tussen de korte (3,4 km lengte, wandeltijd ca. 1½ uur, ca. 300 hoogtemeters) en de lange route (5,6 km lengte, wandeltijd ca. 2½ uur, ca. 450 hoogtemeters).
De proosdij St. Gerold is het culturele centrum in het dal. Sinds de 10de eeuw is de proosdij in het bezit van het Zwitse Benediktinerklooster. Onderaan voert een wandelpad langs meertjes door het bos.
In het biosphärenpark.haus wordt getoont hoe de bergkaas Walserstolz op traditionele manier in een herdershut wordt geproduceerd.

## Sport

### Winter
Raggal is een klein skigebied in het Großwalsertal dat geschikt is voor gezinnen met kinderen. Het biedt 7 km aan pistes waarvan 4,2 km blauwe pistes en 2,8 km rode pistes. Het liftsysteem bestaat uit drie liften.

### Zomer
In de zomer is het biosfeerreservaat geschikt voor allerlei buitenactiviteiten zoals wandelen, klimmen, paardrijden en vissen. Wandelen kunnen kiezen uit 230 km aan gemarkeerde wandelpaden; de kabelbaan Sonntag-Stein is actief van juni tot october.
De populairste wandelroutes leiden naar of langs de 40 bergtoppen in het biosfeerreservaat:
|                                                                     | Beginpunt                             | Eindpunt                              | Lengte  | Hoogte | Duur   |
| ------------------------------------------------------------------- | ------------------------------------- | ------------------------------------- | ------- | ------ | ------ |
| Alpwandeling op de Walserkamm                                       | Sentumalpe, Blons                     | Centrum van het dorp St. Gerold       | 12,3 km | 610 m  | 4:00 u |
| Bad Rothenbrunnen – Sonntag-Buchboden                               | Kerk Buchboden                        | Kerk Buchboden                        | 5,2 km  | 290 m  | 1:30 u |
| Rond het Zafernhorn                                                 | Parkeerplaats in Faschina, Fontanella | Parkeerplaats in Faschina, Fontanella | 9,5 km  | 750 m  | 4:00 u |
| Faludriga-Nova (middelpunt van het biosfeerreservaat)               | Kerk Marul                            | Kerk Marul                            | 10,2 km | 647 m  | 4:15 u |
| Unter- en Oberpartnom – Alpe Steris                                 | Kabelbaan Sonntag                     | Kabelbaan Sonntag                     | 9,5 km  | 438 m  | 3:30 u |
| Seewaldsee                                                          | Fontanella-zaag                       | Seewaldsee                            | 2,1 km  | 51 m   | 0:45 u |
| Blons – St. Gerold                                                  | Blons                                 | St. Gerold                            | 17,8 km | 1190 m | 7:00 u |
| Hochgerach – Thüringerberg                                          | Thüringerberg                         | Thüringerberg                         | 16 km   | 1144 m | 6:15 u |
| St. Gerold – Plansott Alpe – Gerenspitze – Gaßner Alpe – St. Gerold | St. Gerold                            | St. Gerold                            | 17,2 km | 1031 m | 6:45 u |